# Сяржук Сис
Сяржук Сис (біл. Сяргей Анатолевіч Сыс, 1962, c. Прокісель, Гомельська область) — білоруський поет, публіцист, журналіст.

## Біографія
Закінчив філологічний факультет Гомельського університету. Був членом Товариства молодих письменників «Місцеві» . Живе в Мінську .

## Творчість
Вірші С. Сиса друкувалися у літературних виданнях Білорусі, альманасі «Тутешні», «ЛіМ», «Молодь», «Полум'я», «Білорусь» та іних. Автор книг поезій «Стрімка» (2011) та «Павук» (2014). Твори перекладені англійською, польською, російською, українською, литовською та сербською мовами.

## Визнання
- Лауреат премії «Золотий апостроф» (2008).
- Переможець Мінського фестивалю однієї поеми (2009).[3]
- Член Спілки білоруських письменників (з жовтня 2010).